# 대구지방법원 포항지원
대구지방법원 포항지원(大邱地方法院浦項支院)은 대구지방검찰청 포항지청에 대응하여, 경상북도 포항시, 울릉군 일대에 국가사법업무를 담당하기 위해 설립된 대한민국의 대법원, 대구고등법원, 대구지방법원 소속기관이다. 경상북도 포항시 북구 법원로 181 (양덕동 768)에 위치하고 있다.

## 관할 구역
- 재판관할구역: 포항시, 울릉군
- 등기관할구역: 포항시
- 즉결관할구역: 포항시, 울릉군

## 역대 지원장
- 대구가정법원 포항지원장과 겸직한다.

| 순번 | 이름   | 취임 일자       |
| ---- | ------ | --------------- |
| 1대  | 김수학 | 1998년 10월 1일 |
| 2대  | 최우식 | 2000년 7월 28일 |
| 3대  | 허명   | 2002년 2월 18일 |
| 4대  | 김세진 | 2004년 2월 18일 |
| 5대  | 김찬돈 | 2006년 2월 20일 |
| 6대  | 김태천 | 2008년 2월 21일 |
| 7대  | 이영화 | 2010년 2월 22일 |
| 8대  | 김채해 | 2012년 2월 27일 |
| 9대  | 강동명 | 2014년 2월 24일 |
| 10대 | 황영수 | 2015년 2월 23일 |
| 11대 | 김기현 | 2017년 2월 20일 |

## 조직

### 재판부
- 제1민사부
- 제2형사부.가사부.재정결정부
- 제2,3민사부
- 제1형사부
- 가사단독
- 제21민사신청단독
- 제22민사신청단독
- 제11민사단독
- 제12민사단독
- 제13민사단독
- 제1민사소액단독
- 제2민사소액단독
- 민사집행단독
- 제1형사단독
- 제2형사단독

### 사무부
- 사무과장
- 서무,용도,지출
- 공탁
- 가족관계등록

### 민형과
- 민형과장
- 민사 접수
- 형사, 독촉접수, 영장
- 가사접수, 협의이혼
- 영장
- 서무, 통계, 보존
- 민사1부, 형사2부
- 민사2부, 형사1부
- 민사11단독
- 민사12단독
- 민사13단독
- 제1민사소액단독
- 제2민사소액단독
- 가사단독
- 제1형사단독
- 제2형사단독
- 경매접수
- 경매1계
- 경매2계
- 경매3계
- 기타집행
- 신청접수
- 신청
- 독촉
- 약식

### 등기과
- 등기과장
- 접수
- 등기민원상담
- 조사기입1계
- 조사기입2계
- 조사기입3계
- 조사기입4계
- 등,초본
- 법인

## 같이 보기
- 대법원
- 대구지방법원